# 齊政 (明朝)
齊政，直隶山阳（今江苏淮安）人。明朝政治人物、进士。

## 生平
建文二年（1400年），齊政中式三甲二十二名进士。后任嘉兴知府，当时征收役费，民苦于农政，其通过改变分批税征，以减民劳苦。